# Nueva Palmira

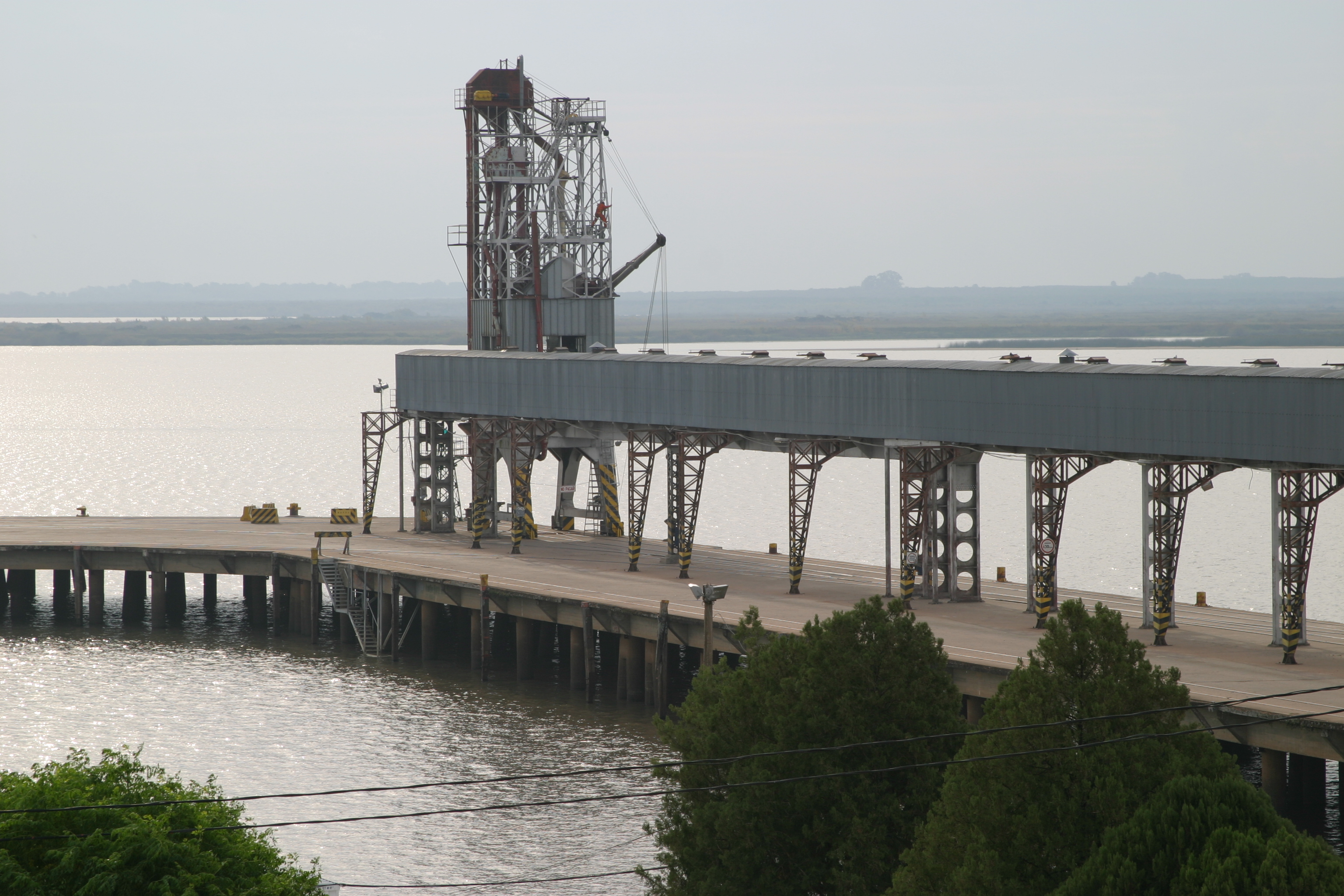
Moll del port de Nueva Palmira.

Nueva Palmira és una ciutat de l'Uruguai ubicada al departament de Colonia, 86 km al nord-oest de Colonia del Sacramento, entre el riu Uruguai i el delta del riu Paranà (Argentina). Va ser fundada el 26 d'octubre de 1831 pel sacerdot Felipe Santiago Torres Leiva. El 1953 va ser declarada ciutat. Segons dades del cens de 2004, la urbanització tenia 8.410 habitants.
Nueva Palmira és considerada un port important de la regió, que rep productes transatlàntics o des de Bolívia o Paraguai per via fluvial. Nueva Palmira es troba connectada a la vila veïna de Tigre, a la rodalia de Buenos Aires, per una línia regular de transport fluvial.